# Monica Jauca
Monica Jauca (* 3. September 1968) ist eine ehemalige rumänische Biathletin.
Monica Jauca wechselte wie mehrere andere rumänische Skilangläuferinnen zur Saison 1989/90 zum Biathlonsport und nahm 1990 in Minsk und Oslo an den Weltmeisterschaften teil, wo sie 29. des Sprintrennens und 12. des Einzels – ihr bestes internationales Resultat – wurde. Ein Jahr später kamen in Lahti die Ränge 37 im Einzel und 44 im Sprint hinzu. 1992 gehörte sie zu den Biathletinnen, die an den erstmals durchgeführten olympischen Biathlonwettbewerben für Frauen teilnahm. Im allerersten Rennen, dem Sprint, wurde sie 63. Besser lief es im Einzel, wo sie 48. wurde. Für das Staffelrennen, an dem nur drei Läuferinnen teilnehmen konnten, setzte sie sich nicht gegen Ileana Hangan-Ianoșiu, Adina Țuțulan-Șotropa und Mihaela Cârstoi durch. Letztes internationales Großereignis wurden die Weltmeisterschaften 1993 in Borowetz. Im Einzel wurde Jauca 27., im Sprint 58. und mit Mihaela Cârstoi, Daniela Gârbacea und Adina Țuțulan-Șotropa im Mannschaftsrennen Elfte. Nach der Saison beendete sie ihre Karriere.

## Biathlon-Weltcup-Platzierungen
Die Tabelle zeigt alle Platzierungen (je nach Austragungsjahr einschließlich Olympische Spiele und Weltmeisterschaften).
- 1.–3. Platz: Anzahl der Podiumsplatzierungen
- Top 10: Anzahl der Platzierungen unter den ersten zehn (einschließlich Podium)
- Punkteränge: Anzahl der Platzierungen innerhalb der Punkteränge (einschließlich Podium und Top 10)
- Starts: Anzahl gelaufener Rennen in der jeweiligen Disziplin
- Staffel: inklusive Mixed-Staffel

| Platzierung                                                                                          | Einzel | Sprint | Verfolgung | Massenstart | Team | Staffel | Gesamt |
| --- | ------ | ------ | ---------- | ----------- | ---- | ------- | ------ |
| 1. Platz                                                                                             |        |        |            |             |      |         |        |
| 2. Platz                                                                                             |        |        |            |             |      |         |        |
| 3. Platz                                                                                             |        |        |            |             |      |         |        |
| Top 10                                                                                               |        |        |            |             |      |         |        |
| Punkteränge                                                                                          | 1      |        |            |             | 1    |         | 2      |
| Starts                                                                                               | 7      | 8      |            |             | 1    |         | 16     |
| Stand: Karriereende, einschließlich Olympischer Spiele und Weltmeisterschaften, Daten nicht komplett |        |        |            |             |      |         |        |